# Норт Чеви Чејс (Мериленд)
Норт Чеви Чејс (енгл. North Chevy Chase) град је у америчкој савезној држави Мериленд.

## Демографија
По попису из 2010. године број становника је 519, што је 54 (11,6%) становника више него 2000. године.
| Група             | 2000.       | 2010.       |
| Белци             | 422 (90,8%) | 416 (80,2%) |
| Афроамериканци    | 21 (4,5%)   | 40 (7,7%)   |
| Азијати           | 4 (0,9%)    | 28 (5,4%)   |
| Хиспаноамериканци | 9 (1,9%)    | 24 (4,6%)   |
| Укупно            | 465         | 519         |